# Liste des lieux patrimoniaux du Yukon
La liste des lieux patrimoniaux du Yukon recense les lieux patrimoniaux contenus dans le Répertoire des lieux patrimoniaux du Canada (RCLP), qu'ils soient classés au niveau local, provincial, territorial ou national. 

## Liste
- Haut – A
- B
- C
- D
- E
- F
- G
- H
- I
- J
- K
- L
- M
- N
- O
- P
- Q
- R
- S
- T
- U
- V
- W
- X
- Y
- Z

| [ 1 ] | Lieu patrimonial                                                                   | Illustration                                                                       | Municipalité  | Adresse                            | Coordonnées      | No    | Constr. | Prot.                                | Rec. | Notes |
| ----- | ---------------------------------------------------------------------------------- | ---------------------------------------------------------------------------------- | ------------- | ---------------------------------- | ---------------- | ----- | ------- | ------------------------------------ | ---- | ----- |
| F     | Concession de la découverte (Concession no 37903)                                  | Concession de la découverte (Concession no 37903)                                  | Bonanza Creek | Claim No. 37903                    | 63.9168 -139.317 | 6310  | 1896    | LHN                                  | 1998 |       |
| F     | Drague Numéro Quatre                                                               | Drague Numéro Quatre                                                               | Bonanza Creek | Lot 586, group 1052                | 63.9439 -139.336 | 6280  | 1913    | LHN                                  | 1997 |       |
| P     | Caribou Hotel                                                                      | Caribou Hotel                                                                      | Carcross      | Dawson Charlie Street              | 60.1652 -134.706 | 9834  | 1910    | Territorial Historic Site            | 2008 |       |
| F     | Gare ferroviaire du White Pass and Yukon                                           | Gare ferroviaire du White Pass and Yukon                                           | Carcross      | Main Street                        | 60.165 -134.705  | 6723  | 1910    | Heritage Railway Station             | 1991 |       |
| F     | Atelier d'usinage                                                                  | Téléverser                                                                         | Dawson City   |                                    | 64.0269 -139.243 | 11226 | 1924    | Recognized Federal Heritage Building | 1993 |       |
| F     | Atelier de charpenterie                                                            | Téléverser                                                                         | Dawson City   |                                    | 64.0267 -139.243 | 6235  | 1909    | Recognized Federal Heritage Building | 1993 |       |
| F     | Atelier du ferblantier                                                             | Téléverser                                                                         | Dawson City   |                                    | 64.0267 -139.243 | 9882  | 1918    | Recognized Federal Heritage Building | 1993 |       |
| F     | Banque de la British North America                                                 | Banque de la British North America                                                 | Dawson City   | Queen Street                       | 64.062 -139.433  | 11263 | 1899    | Recognized Federal Heritage Building | 1989 |       |
| F     | Bear Creek Compound, atelier de réparation de voitures, bâtiment no 7              | Téléverser                                                                         | Dawson City   |                                    | 64.0542 -139.438 | 6232  | 1937    | Recognized Federal Heritage Building | 1993 |       |
| F     | Bear Creek Compound, atélier de réparations Cat, bâtiment no 8                     | Téléverser                                                                         | Dawson City   |                                    | 64.0542 -139.438 | 6242  | 1949    | Recognized Federal Heritage Building | 1993 |       |
| F     | Billetterie de la BYN                                                              | Téléverser                                                                         | Dawson City   |                                    | 64.0636 -139.434 | 9704  | 1900    | Recognized Federal Heritage Building | 1989 |       |
| F     | Bureau de l'ingénierie (Bâtiment 19)                                               | Téléverser                                                                         | Dawson City   |                                    | 64.0542 -139.438 | 9925  |         | Recognized Federal Heritage Building | 1993 |       |
| F     | Bureau de l'ingénierie (Bâtiment 28)                                               | Téléverser                                                                         | Dawson City   |                                    | 64.0317 -139.244 | 9926  |         | Recognized Federal Heritage Building | 1993 |       |
| F     | Bureau de poste                                                                    | Bureau de poste                                                                    | Dawson City   | King Street and Third Avenue       | 64.063 -139.431  | 11629 | 1900    | Classified Federal Heritage Building | 1988 |       |
| F     | Bâtiment KTM                                                                       | Téléverser                                                                         | Dawson City   |                                    | 64.0612 -139.432 | 11425 | 1899    | Recognized Federal Heritage Building | 1989 |       |
| F     | Cabane de Robert Service                                                           | Téléverser                                                                         | Dawson City   | Eighth / Hansen Street             | 64.0625 -139.431 | 10368 | 1899    | Classified Federal Heritage Building | 1989 |       |
| F     | Cave à légumes                                                                     | Téléverser                                                                         | Dawson City   |                                    | 64.0276 -139.246 | 11208 | 1952    | Recognized Federal Heritage Building | 1993 |       |
| F     | Chalet des invités                                                                 | Téléverser                                                                         | Dawson City   |                                    | 64.0273 -139.242 | 9922  | 1908    | Recognized Federal Heritage Building | 1993 |       |
| F     | Complexe de Bear Creek, Résidence Troberg                                          | Téléverser                                                                         | Dawson City   |                                    | 64.0268 -139.245 | 9890  | 1916    | Recognized Federal Heritage Building | 1993 |       |
| F     | Complexe historique de Dawson                                                      | Complexe historique de Dawson                                                      | Dawson City   | Third Avenue                       | 64.0634 -139.431 | 6253  | 1910    | National Historic Site of Canada     | 1959 |       |
| F     | Dawson Daily News                                                                  | Dawson Daily News                                                                  | Dawson City   | 123 3rd Avenue                     | 64.062 -139.432  | 11264 | 1901    | Recognized Federal Heritage Building | 1989 |       |
| F     | Dépôt de combustibles                                                              | Téléverser                                                                         | Dawson City   |                                    | 64.0263 -139.243 | 10778 | 1946    | Recognized Federal Heritage Building | 1993 |       |
| F     | Dépôt mortuaire Lowe                                                               | Téléverser                                                                         | Dawson City   |                                    | 64.0626 -139.432 | 9692  | 1898    | Recognized Federal Heritage Building | 1987 |       |
| F     | Église anglicane St. Paul                                                          | Église anglicane St. Paul                                                          | Dawson City   |                                    | 64.0591 -139.439 | 14122 | 1902    | LHN                                  | 1989 |       |
| F     | Ensemble hôtelier de Third Avenue, bâtiment 14                                     | Téléverser                                                                         | Dawson City   | 309-11 Third Avenue                | 64.0625 -139.431 | 6227  | 1899    | Recognized Federal Heritage Building | 1989 |       |
| F     | Entrepôt de la Northern Commercial Company                                         | Téléverser                                                                         | Dawson City   |                                    | 64.0617 -139.427 | 10373 | 1902    | Recognized Federal Heritage Building | 1989 |       |
| F     | Entrepôt no 1                                                                      | Téléverser                                                                         | Dawson City   |                                    | 64.0272 -139.244 | 9923  | 1930    | Recognized Federal Heritage Building | 1993 |       |
| F     | Entrepôt 2                                                                         | Téléverser                                                                         | Dawson City   |                                    | 64 -139.24       | 10819 | 1935    | Recognized Federal Heritage Building | 1993 |       |
| F     | Entrepôt no 3                                                                      | Téléverser                                                                         | Dawson City   |                                    | 64.0542 -139.438 | 9924  | 1930    | Recognized Federal Heritage Building | 1993 |       |
| F     | Garage et caserne de pompiers                                                      | Téléverser                                                                         | Dawson City   |                                    | 64.0275 -139.242 | 11215 | 1935    | Recognized Federal Heritage Building | 1993 |       |
| F     | Garage et entrepôt                                                                 | Téléverser                                                                         | Dawson City   |                                    | 64.0276 -139.242 | 11227 | 1935    | Recognized Federal Heritage Building | 1993 |       |
| F     | La résidence du commissaire                                                        | La résidence du commissaire                                                        | Dawson City   | Front Street                       | 64.0567 -139.441 | 15641 | 1901    | Édifice fédéral du patrimoine classé | 1988 |       |
| F     | Lieu historique national du Canada S.S. Keno                                       | Lieu historique national du Canada S.S. Keno                                       | Dawson City   |                                    | 64.0625 -139.436 | 9308  | 1922    | National Historic Site of Canada     | 1962 |       |
| F     | Lieu historique national du Canada de Tr'ochëk                                     | Téléverser                                                                         | Dawson City   |                                    | 64.0512 -139.441 | 14661 |         | National Historic Site of Canada     | 2002 |       |
| F     | Lieu historique national du Canada de l'Ancien-Palais-de-Justice-Territorial       | Lieu historique national du Canada de l'Ancien-Palais-de-Justice-Territorial       | Dawson City   | Corner of Front and Turner Streets | 64.0563 -139.441 | 12743 | 1901    | National Historic Site of Canada     | 1981 |       |
| F     | Lieu historique national du Canada de l'Ancien-Édifice-Administratif-du-Territoire | Lieu historique national du Canada de l'Ancien-Édifice-Administratif-du-Territoire | Dawson City   | 595 Fifth Avenue                   | 64.0559 -139.437 | 15784 | 1901    | National Historic Site of Canada     | 2001 |       |
| F     | Lieu historique national du Canada de l'Hôtel-Yukon                                | Lieu historique national du Canada de l'Hôtel-Yukon                                | Dawson City   | First Avenue                       | 64.0591 -139.438 | 9163  | 1898    | National Historic Site of Canada     | 1982 |       |
| F     | Lieu historique national du Canada de la Banque-de-Commerce-Canadienne             | Téléverser                                                                         | Dawson City   | Corner of Front and Queen Streets  | 64.0626 -139.435 | 15524 | 1901    | National Historic Site of Canada     | 1988 |       |
| F     | Logement mariés de la PCNO                                                         | Téléverser                                                                         | Dawson City   |                                    | 64.057 -139.438  | 9824  | 1899    | Recognized Federal Heritage Building | 1988 |       |
| F     | Magasin Harrington (15)                                                            | Magasin Harrington (15)                                                            | Dawson City   |                                    | 64.0606 -139.434 | 9829  | 1902    | ÉFP reconnu                          | 1989 |       |
| F     | Magasin Winaut                                                                     | Téléverser                                                                         | Dawson City   | Second Avenue                      | 64.0565 -139.436 | 6241  | 1902    | Recognized Federal Heritage Building | 1989 |       |
| F     | Magasin de Mme Tremblay (16)                                                       | Téléverser                                                                         | Dawson City   |                                    | 64.0628 -139.429 | 9826  | 1899    | Recognized Federal Heritage Building | 1989 |       |
| F     | Maison du directeur général                                                        | Téléverser                                                                         | Dawson City   |                                    | 64.0276 -139.243 | 11213 | 1929    | Recognized Federal Heritage Building | 1993 |       |
| F     | Maison du personnel                                                                | Téléverser                                                                         | Dawson City   |                                    | 64.027 -139.242  | 11112 | 1936    | Recognized Federal Heritage Building | 1993 |       |
| F     | Palais de justice                                                                  | Téléverser                                                                         | Dawson City   | Front Street                       | 64.0625 -139.431 | 16081 | 1901    | Classified Federal Heritage Building | 1988 |       |
| F     | Presbytère de St. Andrew                                                           | Téléverser                                                                         | Dawson City   | 601 Fourth Avenue                  | 64.0625 -139.431 | 10364 | 1901    | Recognized Federal Heritage Building | 1989 |       |
| F     | Ruby's Place                                                                       | Téléverser                                                                         | Dawson City   | 233 Second Avenue                  | 64.0615 -139.434 | 10372 | 1902    | Recognized Federal Heritage Building | 1989 |       |
| F     | Résidence Black, no 9                                                              | Téléverser                                                                         | Dawson City   | Fifth Avenue and Turner Street     | 64.0542 -139.438 | 6226  | 1900    | Recognized Federal Heritage Building | 1989 |       |
| F     | Résidence du commandant (10)                                                       | Téléverser                                                                         | Dawson City   | 508 Fifth Avenue                   | 64.0547 -139.438 | 9825  | 1902    | Recognized Federal Heritage Building | 1989 |       |
| F     | Salle à manger et pavillon-dortoir                                                 | Téléverser                                                                         | Dawson City   |                                    | 64.0279 -139.244 | 11210 | 1934    | Recognized Federal Heritage Building | 1993 |       |
| F     | Salle de l'or                                                                      | Téléverser                                                                         | Dawson City   |                                    | 64.0274 -139.245 | 11214 | 1939    | Recognized Federal Heritage Building | 1993 |       |
| F     | Écurie de la Police à cheval du Nord-Ouest                                         | Téléverser                                                                         | Dawson City   |                                    | 64.0572 -139.438 | 9842  | 1903    | Recognized Federal Heritage Building | 1988 |       |
| F     | Église presbytérienne St. Andrew                                                   | Église presbytérienne St. Andrew                                                   | Dawson City   | Church / Fourth Street             | 64.0625 -139.431 | 10366 | 1901    | Recognized Federal Heritage Building | 1989 |       |
| P     | Dawson City Telegraph Office                                                       | Dawson City Telegraph Office                                                       | Dawson City   | 512 Seventh Avenue                 | 64.0558 -139.433 | 3920  | 1899    | Territorial Historic Site            | 2005 |       |
| F     | Prison de la Police à cheval du Nord-Ouest                                         | Téléverser                                                                         | Dawson City   |                                    | 64.057 -139.437  | 9854  | 1898    | Recognized Federal Heritage Building | 1988 |       |
| P     | Yukon Sawmill Company Office                                                       | Yukon Sawmill Company Office                                                       | Dawson City   | 1302 Front Street                  | 64.0657 -139.43  | 4832  | 1901    | Territorial Historic Site            | 2005 |       |
| P     | MABEL MCINTYRE HOUSE                                                               | Téléverser                                                                         | Mayo          | 12 Centre Street, Mayo Yukon       | 63.5932 -135.896 | 1282  | 1921    | Territorial Historic Site            | 2003 |       |
| P     | MAYO LEGION HALL                                                                   | Téléverser                                                                         | Mayo          | 310 First Ave                      | 63.5912 -135.895 | 6585  | 1936    | Territorial Historic Site            | 2006 |       |
| F     | Bâtiment 200                                                                       | Téléverser                                                                         | Whitehorse    | 200 Range Road                     | 60.7381 -135.088 | 10792 | 1952    | Recognized Federal Heritage Building | 1992 |       |
| M     | Donnenworth House                                                                  | Donnenworth House                                                                  | Whitehorse    | 3126 Third Avenue                  | 60.7204 -135.055 | 6592  |         | Historic Site                        | 1999 |       |
| F     | Lieu historique national du Canada S.S. Klondike                                   | Lieu historique national du Canada S.S. Klondike                                   | Whitehorse    |                                    | 60.7133 -135.048 | 9348  | 1937    | National Historic Site of Canada     | 1967 |       |
| M     | Log Skyscrapers                                                                    | Log Skyscrapers                                                                    | Whitehorse    | 208 Lambert Street                 | 60.7179 -135.052 | 1903  | 1947    | Historic Site                        | 2000 |       |
| M     | Old Firehall                                                                       | Old Firehall                                                                       | Whitehorse    | 1105 First Avenue                  | 60.7195 -135.05  | 14867 |         | Historic Site                        | 2002 |       |
| M     | Pioneer Hotel 2                                                                    | Pioneer Hotel 2                                                                    | Whitehorse    | Shipyards Park, Whitehorse         | 60.7284 -135.055 | 8904  | 1899    | Historic Site                        | 2000 |       |
| M     | Smith House                                                                        | Téléverser                                                                         | Whitehorse    | 3128 Third Ave.,LePage Park        | 60.7205 -135.055 | 8903  |         | Historic Site                        | 1999 |       |
| M     | T.C. RICHARDS BUILDING                                                             | Téléverser                                                                         | Whitehorse    | 302 Steele Street                  | 60.72 -135.055   | 4574  | 1944    | Historic Site                        | 2003 |       |
| P     | THE TAYLOR HOUSE                                                                   | Téléverser                                                                         | Whitehorse    | 412 Main Street                    | 60.7188 -135.058 | 4833  | 1937    | Territorial Historic Site            | 2002 |       |
| M     | Train Crew's House 1                                                               | Train Crew's House 1                                                               | Whitehorse    | 1091 First Ave                     | 60.7187 -135.049 | 15133 |         | Historic Site                        | 2002 |       |
| M     | Train Crew's House 2                                                               | Téléverser                                                                         | Whitehorse    | 1093 First Avenue                  | 60.7188 -135.049 | 15134 |         | Historic Site                        | 2002 |       |
| M     | White Pass & Yukon Route Railway Depot                                             | White Pass & Yukon Route Railway Depot                                             | Whitehorse    | 1109 First Ave Whitehorse          | 60.7201 -135.05  | 4471  | 1905    | Historic Site                        | 2002 |       |